# ROH Supercard of Honor
Supercard of Honor es un evento de pago por visión (PPV) de la empresa norteamericana de lucha libre profesional Ring of Honor (ROH). Dentro del movimiento económico (y de marketing) regional que produce el éxito del show anual más grande de la WWE: WrestleMania, junto con las actividades complementarias del fin de semana durante el que se lleva a cabo: WrestleMania Axxess, la ceremonia del WWE Hall of Fame, una edición de NXT TakeOver y las correspondientes ediciones inmediatas post-WrestleMania de los programas semanales RAW y SmackDown; también se llevan a cabo diferentes series de shows de lucha libre profesional durante el mismo fin de semana, pero promovidas por otras promociones independientes no afiliadas a la WWE.
Posiblemente ls más grande dentro de este grupo es Supercard of Honor, que desde 2006, siempre se ha llevado a cabo en la misma ciudad (o la misma área metropolitana) que alberga WrestleMania, durante los días anteriores a este.
A pesar de que no todas las ediciones de Supercard of Honor se han llevado a cabo en ese mismo fin de semana, sino en fechas diferentes; siempre ha habido otros eventos PPV con diferente nombre, pero que aun así se siguen considerando como parte del canon de la cronología de este evento.

## Resultados

### 2017
Supercard of Honor XI tuvo lugar el 1 de abril de 2017 desde el Lakefront Center en Lakeland, Florida, durante el fin de semana de WrestleMania 33.
Este show contó con la participación de varias superestrellas de New Japan Pro Wrestling como: Will Ospreay, Tanga Roa y Tama Tonga, y también con Consejo Mundial de Lucha Libre como: Volador Jr. y Dragon Lee.

#### Resultados
En paréntesis se indica el tiempo de cada combate:
- Marty Scurll derrotó a Adam Cole y retuvo el Campeonato Mundial Televisivo de ROH. (13:01)
  - Scurll forzó a Cole a rendirse con un «Crossface Chickenwing».
- Silas Young & Beer City Bruiser derrotaron a The Kingdom (Matt Taven & Vinny Marseglia) (con TK O'Ryan). (6:13)
  - Young cubrió a Marseglia después de un «Misery».
- The Briscoes (Mark Briscoe & Jay Briscoe) & Bully Ray derrotaron a Bullet Club (Hangman Page, Tama Tonga & Tanga Roa) y retuvieron el Campeonato Mundial de Tríos de ROH. (13:31)
  - Mark cubrió a Roa después de un «Super 3-D».
- Jay Lethal derrotó a Cody en un Texas Bullrope Match. (17:22)
  - Lethal cubrió a Cody después de un «Lethal Injection».
  - Después de la lucha, Lethal le dio la mano a Cody en señal de respeto pero este se lo negó.
- The Motor City Machine Guns (Alex Shelley & Chris Sabin) derrotaron a The Rebellion (Shane Taylor & Rhett Titus) y Will Ferrara & Cheeseburger. (9:24)
  - Shelley & Sabin cubrieron a Cheeseburger después de un «ASCS Rush».
- Punishment Martínez derrotó a Frankie Kazarian. (6:03)
  - Martínez cubrió a Kazarian después de un «South of Heaven Chokeslam».
  - Durante la lucha, Hangman Page interfirió en contra de Kazarian.
- Bobby Fish derrotó a Silas Young por descalificación. (2:25)
  - Young fue descalificado después de atacar al árbitro.
  - Después de la lucha, Young y Fish continuaron atacándose en ringside.
- Will Ospreay & Volador Jr. derrotaron a Dragon Lee & Jay White. (13:57)
  - Volador Jr cubrió a White después un «Spanish Fly».
  - Después de la lucha, Volador Jr, Ospreay, White y Lee se dieron la mano como señal de respeto.
- Christopher Daniels derrotó a Dalton Castle y retuvo el Campeonato Mundial de ROH. (15:43)
  - Daniels cubrió a Castle con un «Roll-Up».
- The Young Bucks (Matt Jackson & Nick Jackson) derrotaron a The Hardys (Matt Hardy & Jeff Hardy) en un Ladder Match y ganaron el Campeonato Mundial de Parejas de ROH. (25:25)
  - The Young Bucks ganaron después de descolgar los campeonatos.
  - Después de la lucha, los Hardys y The Young Bucks se dieron un abrazo en señal de respeto. Matt y Jeff Hardy anunciaron que era la última lucha de los Hardys en ROH. Al día siguiente, retornarían a la WWE apareciendo en WrestleMania 33.

### 2018
Supercard of Honor XII tuvo lugar el 7 de abril de 2018 desde el Lakefront Arena en Nueva Orleans, Louisiana, durante el fin de semana de WrestleMania 34.
De hecho, el show se llevará a cabo en el mismo horario que el show NXT TakeOver: New Orleans.

Este show contará con la participación de varias superestrellas de New Japan Pro Wrestling como: Kenny Omega, Hiroshi Tanahashi, Tomohiro Ishii y Kota Ibushi.

Además este show contará con su propia convención de superestrellas exclusivas: el Festival of Honor, horas antes del evento dentro del mismo recinto. Además esta convención, albergará las dos luchas por la semifinal del torneo por el Campeonato Femenino de Honor, cuyas ganadoras se enfrentarán en una final durante Supercard of Honor.

La rivalidad principal de cara al evento es la que involucró a Kenny Omega y Cody con el Bullet Club involucrado de por medio. Cody traicionó a Omega en el evento The New Beginning in Sapporo tras atacarlo cuando perdió el Campeonato Peso Pesado de la IWGP de los Estados Unidos ante Jay White, para que posteriormente, aparezca Kota Ibushi a rescatar a Omega reformando su antigua amistad. La rivalidad entre Omega y Cody se ha estado desarrollando en los shows tanto como de New Japan como de Ring of Honor.

#### Resultados
En paréntesis se indica el tiempo de cada combate:
- Pre-Show: Kelly Klein derrotó a Mayu Iwatani en la semifinal del torneo por el inaugural Campeonato Femenino del Honor.
  - Klein cubrió a Iwatani después de un «Guillotine».
  - Como resultado, Klein avanzó a la final del torneo.
- Pre-Show: Sumie Sakai derrotó a Tenille Dashwood en la semifinal del torneo por el inaugural Campeonato Femenino del Honor.
  - Sakai cubrió a Dashwood después de un «Crucifix».
  - Como resultado, Sakai avanzó a la final del torneo.
- Chuckie T (con Baretta) derrotó a Jonathan Gresham.
  - Chuckie cubrió a Gresham después de un «Inside Cradle».
- Punishment Martínez derrotó a Tomohiro Ishii.
  - Martínez cubrió a Ishii después de un «South of Heaven Chokeslam».
- Kota Ibushi derrotó a Hangman Page.
  - Ibushi cubrió a Page después de un «German Suplex».
- Sumie Sakai derrotó a Kelly Klein en la final del torneo y ganó el inaugural Campeonato Femenino del Honor.
  - Sakai cubrió a Klein después de un «Crucifix».
  - Después de la lucha, todas las luchadoras de ROH salió a festejar la victoria de Sakai.
- SoCal Uncensored (Scorpio Sky, Frankie Kazarian & Christopher Daniels) derrotaron a The Young Bucks (Matt Jackson & Nick Jackson) & Flip Gordon en un Ladder Match y retuvieron el Campeonato Mundial de Tríos de ROH.
  - Daniels ganaron la lucha después de descolgar los campeonatos.
  - Después de la lucha, The Kingdom se roba los campeonatos.
- The Briscoes (Mark Briscoe & Jay Briscoe) derrotaron a Hiroshi Tanahashi & Jay Lethal y retuvieron el Campeonato Mundial de Pareja de ROH.[3]
  - Jay cubrió a Tanahashi después de un «Doomsday Device».
- Silas Young derrotó a Kenny King en un Last Man Standing Match y ganó el Campeonato Mundial Televisivo de ROH.[4]
  - Young ganó la lucha después de que King no pudiera responder al conteo del árbitro, después de ser arrojado desde la tercera cuerda hacia el piso.
  - Después de la lucha, Young continuó atacando a King, pero Austin Aries apareció para detenerlo.
- The Dawgs (Will Ferrara & Rhett Titus) y Bully Ray & Cheeseburger terminaron sin resultado.
  - La lucha terminó sin resultado después de que Ray atacara a todos los luchadores.
- Cody (con Brandi Rhodes) derrotó a Kenny Omega.[5]
  - Cody cubrió a Omega después de un «Cross Rhodes».
  - Durante la lucha, Brandi interfirió a favor de Cody.
  - Durante la lucha, The Young Bucks intentaron aplicar «Superkicks» a Cody, pero este se apartó y acabaron impactando sobre Omega.
- Dalton Castle derrotó Marty Scurll y retuvo el Campeonato Mundial de ROH.
  - Castle cubrió a Scurll después de un «Bang-A-Rang».

### 2022
Supercard of Honor XV tuvo el 1 de abril de 2022 desde el Curtis Culwell Center en Garland, Texas, durante el fin de semana de WrestleMania 38. Fue el decimoquinto evento en la cronología de Supercard of Honor y el primero desde G1 Supercard en 2019, ya que "Supercard of Honor XIV" de 2020 se canceló debido a la pandemia de COVID-19. Este además este fue el primer evento de lucha libre de 2022 promovido por Ring of Honor luego de su pausa y el primero bajo la propiedad de Tony Khan.

#### Resultados
- Swerve Strickland derrotó a Alex Zayne.
  - Strickland cubrió a Zayne después de un «JML Driver».
- Brian Cage (con Tully Blanchard) derrotó a Ninja Mack.
  - Cage cubrió a Mack después de un «Drill Claw».
- Jay Lethal derrotó a Lee Moriarty (con Matt Sydal).
  - Lethal cubrió a Moriarty después de un «Lethal Injection».
- Mercedes Martinez derrotó a Willow Nightingale y ganó el Campeonato Mundial Femenino Interino de ROH.
  - Martinez forzó a Willow a rendirse con un «Dragon Sleeper».
- FTR (Cash Wheeler & Dax Harwood) derrotaron a The Briscoes (Jay Briscoe & Mark Briscoe) y ganaron el Campeonato Mundial en Parejas de ROH.
  - Wheeler cubrió a Mark después de un «Big Rig».
  - Después de la lucha, The Young Bucks (Matt Jackson & Nick Jackson) atacaron a The Briscoes, pero fueron detenidos por FTR.
  - El Campeonato Mundial en Parejas de AAA de FTR no estuvo en juego.
  - Esta lucha fue calificada con 5 estrellas por el periodista Dave Meltzer, siendo la primera lucha de ROH en recibir esta calificación desde 2012.
- Minoru Suzuki derrotó a Rhett Titus y ganó el Campeonato Mundial Televisivo de ROH.
  - Suzuki cubrió a Titus después de un «Gotch Style Piledriver».
- Wheeler Yuta derrotó a Josh Woods y ganó el Campeonato Puro de ROH.
  - Yuta cubrió a Woods después de un «Crucifix».
- Jonathan Gresham derrotó a Bandido (con Chavo Guerrero Jr.) y retuvo el Campeonato Mundial Indiscutido de ROH.
  - Gresham cubrió a Bandido después de un «Arm Drag».
  - Durante la lucha, Guerrero interfirió a favor de Bandido, pero fue expulsado por el árbitro.
  - Después de la lucha, Jay Lethal y Sonjay Dutt atacaron a Gresham y Lee Moriarty, pero fueron detenidos por Samoa Joe.
  - El Campeonato Mundial Unificado de Progress de Gresham no estuvo en juego.

### 2023
Supercard of Honor 2023 tuvo lugar el 31 de marzo de 2023 desde el Galen Center en Los Ángeles, California, durante el fin de semana de WrestleMania 39. Este será el primer evento pago por visión de ROH en el 2023, a la vez que este evento es coorganizado por la empresa mexicana Lucha Libre AAA Worldwide y All Elite Wrestling.

#### Resultados
- Zero Hour: Jeff Cobb derrotó a Tracy Williams (5:20).
  - Cobb cubrió a  Williams  después de un «Tour of the Islands».
- Zero Hour: Konosuke Takeshita derrotó a Willie Mack (9:36).
  - Takeshita cubrió a Mack después de un «Zahi».
- Zero Hour: Willow Nightingale derrotó a Miranda Alize (6:59).
  - Nightingale cubrió a Alize después de un «Doctor Bomb».
- Zero Hour: Stu Grayson (con Evil Uno) derrotó a Slim J (con Ari Daivari y Mark Sterling) (6:56).
  - Grayson cubrió a Slim J después de un «Nightfall».
  - Durante la lucha, Daivari & Sterling interfirieron a favor de Slim J, mientras que Uno interfirió a favor de Grayson.
  - Después de la lucha, The Righteous (Vincent & Dutch) confrontaron a The Dark Order.
- El Hijo del Vikingo derrotó a Komander y retuvo el Megacampeonato de AAA (15:43).
  - Vikingo cubrió a Komander después de un «630 Splash».
  - Después de la lucha, Vikingo y Komander se abrazaron en señal de respeto.
- The Embassy (Brian Cage, Kaun & Toa Liona) (con Prince Nana) derrotaron a AR Fox, Blake Christian & Metalik y retuvieron el Campeonato Mundial de Tríos de ROH (8:22).
  - Cage cubrió a Metalik después de un «Weapon X».
- Athena derrotó a Yuka Sakazaki y retuvo el Campeonato Mundial Femenino de ROH (11:39).
  - Athena cubrió a Sakazaki después de un «¡O-Face!» desde la segunda cuerda.
- Samoa Joe derrotó a Mark Briscoe y retuvo el Campeonato Mundial Televisivo de ROH (14:26).
  - Joe dejó inconsciente a Briscoe con un «Coqina Clutch».
  - Después de la lucha, Joe y Briscoe se dieron la mano en señal de respeto.
- Hiroshi Tanahashi derrotó a Daniel Garcia (11:59).
  - Tanahashi cubrió a Garcia después de un «High Fly Flow».
- Lucha Bros (Penta El Zero M & Rey Fénix) (con Alex Abrahantes) derrotaron a La Facción Ingobernable (Rush & Dralístico) (con Jose The Assistant), Aussie Open (Kyle Fletcher & Mark Davis), Top Flight (Darius Martin & Dante Martin) y The Kingdom (Matt Taven & Mike Bennett) (con Maria Kanellis) en un Reach from the Sky Ladder Match y ganaron el Campeonato Mundial en Parejas de ROH (20:14).
  - Fénix ganó la lucha después de descolgar los títulos.
  - Durante la lucha, José interfirió a favor de la Facción Ingobernable, mientras que Abrahantes interfirió a favor de Lucha Bros y Kanellis también lo hizo a favor de The Kingdom.
  - Después de la lucha, Lucha Bros celebró junto a Mark Briscoe y FTR (Cash Wheeler & Dax Harwood).
  - Durante la lucha, Dante sufrió una lesión legítima en su pierna izquierda.
- Katsuyori Shibata derrotó a Wheeler Yuta (con Jon Moxley) y ganó el Campeonato Puro de ROH (13:11).
  - Shibata cubrió a Yuta después de un «Penalty Kick».
- Claudio Castagnoli derrotó a Eddie Kingston y retuvo el Campeonato Mundial de ROH (20:04).
  - Castagnoli cubrió a Kingston con un «Roll-Up».
  - Después de la lucha, Blackpool Combat Club confrontó a Kingston, pero fueron detenidos por Katsuyori Shibata.

### 2024
Supercard of Honor 2024 tuvo lugar el 5 de abril de 2024 desde el Liacouras Center en Filadelfia, Pensilvania durante el fin de semana de WrestleMania XL. Este será el primer evento pago por visión de ROH en el 2024.

#### Resultados
- Zero Hour: The Premier Athletes (Josh Woods, Ari Daivari & Tony Nese) (con «Smart» Mark Sterling) derrotaron a Tony Deppen, Rhett Titus & Adam Priest.
  - Daivari cubrió a Deppen después de un «Frog Splash».
- Zero Hour: The Beast Mortos derrotó a Blake Christian.
  - Mortos cubrió a Christian después de un «Pumphandle Driver».
- Zero Hour: Griff Garrison & Cole Karter (con Maria) derrotaron a Spanish Announce Project (Angélico & Serpentico).
  - Karter cubrió a Angélico con un «Roll-Up».
  - Durante la lucha, Maria interfirió a favor de Garrison & Karter.
- Zero Hour: Mariah May derrotó a Momo Kohgo.
  - May cubrió a Kohgo después de un «Mayday».
- Kyle Fletcher derrotó a Lee Johnson y retuvo el Campeonato Mundial Televisivo de ROH.
  - Fletcher cubrió a Johnson después de un «Turnbuckle Brainbuster».
- Empress Nexus Venus (Mina Shirakawa & Maika) & Mei Seira derrotaron a Queen's Quest (Saya Kamitani & AZM) & Tam Nakano.
  - Shirakawa cubrió a Kamitani después de un «Leg Trapped 1914».
  - Después de la lucha, Mariah May celebró con Express Nexus Venus.
- The Undisputed Kingdom (Matt Taven & Mike Bennett) derrotó a The Infantry (Carlie Bravo & Shawn Dean) (con Trish Adora) y retuvo el Campeonato Mundial en Parejas de ROH.
  - Bennett cubrió a Dean después de un «Powerbomb Symphony» de Wardlow.
  - Durante la lucha, Wardlow interfirió a favor de The Undisputed Kingdom.
- Billie Starkz derrotó a Queen Aminata y ganó el inaugural Campeonato Mundial Televisivo Femenino de ROH.
  - Starkz forzó a Aminata a rendirse con un «Dragon Sleeper».
- The Bang Bang Gang (Jay White, Austin Gunn & Colten Gunn) derrotó a Monster Sauce (Alex Zayne, Lance Archer & Minoru Suzuki) y retuvo el Campeonato Mundial en Parejas de Seis Hombres de ROH.
  - White cubrió a Zayne después de un «Blade Runner».
- Dalton Castle derrotó a Johnny TV (con Taya Valkyrie) en un Fight Without Honor.
  - Castle cubrió a Johnny TV después de un «Bang-a-rang».
  - Durante la lucha, Valkyrie interfirió a favor de Johnny TV, mientras que The Boys lo hicieron a favor de Castle.
- Athena derrotó a Hikaru Shida y retuvo el Campeonato Mundial Femenino de ROH.
  - Athenea cubrió a Shida después de un «O-Face».
- Mark Briscoe derrotó a Eddie Kingston y ganó el Campeonato Mundial de ROH.
  - Briscoe cubrió a Kingston después de un «Jay Driller».
  - El Campeonato de Peso Abierto STRONG de Kingston no estuvo en juego.

### 2025
Supercard of Honor 2025 tuvo lugar el 11 de julio de 2025 desde el Esports Stadium Arlington en Arlington, Texas. Este fué el primer evento pago por visión de ROH en el 2025.
- Zero Hour: Blake Christian (con Lee Johnson) derrotó a Jay Lethal.
  - Christian forzó a Lethal a rendirse con un «Mutah Lock».
  - Durante la lucha, Johnson interfirió a favor de Christian.
- Zero Hour: The Dark Order (Evil Uno, Alex Reynolds & John Silver) derrotó a The Frat House (Griff Garrison, Cole Karter & Preston Vance) (con Jacked Jameson).
  - Uno cubrió a Vance después de un «Discut Lariat».
  - Durante la lucha, Jameson interfirió a favor de The Frat House, mientras que Brodie Lee Jr. lo hizo a favor de The Dark Order.
- Zero Hour: Diamante derrotó a Lady Frost.
  - Diamante cubrió a Frost después de un «Swinging Neckbreaker» desde la segunda cuerda.
- Zero Hour: The Von Erichs (Marshall & Ross Von Erich) derrotaron a The Premiere Athletes (Tony Nese & Ariya Daivari) (con Mark Sterling).
  - Marshall cubrió a Nese después de un «Moonsault».
  - Durante la lucha, Sterling interfirió a favor de The Premiere Athletes.

- Hechicero (con Rocky Romero) derrotó a Michael Oku (con Amira).
  - Hechicero cubrió a Oku después de un «Guillotine Tornado».
- AR Fox derrotó a Adam Priest, Atlantis Jr. y Lee Johnson.
  - Fox cubrió a Priest después de un «Destroyer».
- Lee Moriarty derrotó a Blue Panther y retuvo el Campeonato Puro de ROH.
  - Moriarty forzó a Panther a rendirse con un «Border City Stretch».
- The Sons of Texas (Dustin Rhodes & Sammy Guevara) derrotó a The Infantry (Shawn Dean & Carlie Bravo) (con Trish Adora) y retuvieron el Campeonato Mundial en Parejas de ROH.
  - Guevara cubrió a Bravo después de un «Swanton Bomb».
  - Durante la lucha, Adora interfirió a favor de The Infantry.
  - Después de la lucha, The Infantry, Shane Taylor, Lee Moriarty y Anthony Ogogo atacaron a The Sons of Texas, pero fueron detenidos por The Von Erichs (Marshall & Ross Von Erich).
- Nick Wayne (con Kip Sabian & Shayna Wayne) derrotó a Titán y retuvo el Campeonato Mundial Televisivo de ROH.
  - Nick cubrió a Titán después de un «Fisherman’s Buster».
  - Durante la lucha, Sabian y Shayna interfirieron a favor de Nick.
- Mina Shirakawa derrotó a Miyu Yamashita, Yuka Sakazaki y Persephone y ganó el Campeonato Mundial Televisivo Femenino Interino de ROH.
  - Shirakawa forzó a Yamashita a rendirse con un «Figure Four».
- Athena derrotó a Thunder Rosa y retuvo el Campeonato Mundial Femenino de ROH.
  - Athena forzó a Rosa a rendirse con un «Side Surfboard».
  - Durante la lucha, Billie Starkz interfirió a favor de Athena.
- Bandido derrotó a Konosuke Takeshita (con Don Callis) y retuvo el Campeonato Mundial de ROH.
  - Bandido cubrió a Takeshita después de revertir un «Raging Fire» con un «Roll-Up».
  - Durante la lucha, Callis interfirió a favor de Takeshita.
  - Después de la lucha, Hechicero confrontó a Bandido.